# Batalha de Adramício
A Batalha de Adramício (em latim: Adramyttium) foi travada em 19 de março de 1205 entre as forças da Quarta Cruzada e o bizantino Império de Niceia, um dos estados sucessores depois da conquista de Constantinopla em 1204 e resultou numa decisiva vitória latina. Há dois relatos sobre a batalha, um feito por Godofredo de Villehardouin e outro, por Nicetas Coniates, um muito diferente do outro.

## Relato de Villehardouin
Henrique de Flandres, irmão do imperador Balduíno I de Constantinopla, foi encorajado pelos armênios a conquistarem a cidade de Adramício. O imperador partiu de Abidos depois de deixar uma guarnição na cidade e cavalgou por dois dias antes de acampar perante Adramício. A cidade rapidamente se rendeu e Henrique a ocupou, passando a utilizá-la para atacar os bizantinos.
Teodoro Láscaris, perturbado pela derrota na Batalha de Pemaneno, juntou tantas pessoas quanto pôde das redondezas de Niceia, montou um grande exército e concedeu o comando desta força ao seu irmão, Constantino, que foi despachado para Adramício imediatamente, pois Henrique havia recebido notícias dos armênios de que uma grande força bizantina estava marchando contra ele.
Em 19 de março de 1205, Constantino apareceu perante as muralhas da cidade. Henrique, recusando-se a permanecer encurralado nas muralhas de Adramício, abriu os portões da cidade e cavalgou com sua cavalaria pesada e os dois lados lutaram, com a vitória recaindo sobre os francos, que mataram ou capturaram a maior parte do exército bizantino.

## Relato de Coniates
De acordo com Nicetas Coniates, o comandante das forças bizantinas não era Constantino Láscaris e sim Teodoro Mangafa, um usurpador que defendia a cidade de Filadélfia. Encorajado pela vitória contra os latinos, Teodoro marchou contra Henrique, que estava em Adramício. A princípio, Henrique foi pego de surpresa, o que provocou grande consternação dado o tamanho de sua força, logo o imperador latino convenceu os demais que precisava de uma ação desesperada, partindo com sua cavalaria em formação de combate e de lanças erguidas esperando um ataque bizantino. Mas estes estavam relutantes em tomar a iniciativa, defendendo-se de maneira apática e preguiçosa às investidas da cavalaria. Depois de um sinal combinado, Henrique saltou à frente dos demais e cavalgou pela linha em combate enquanto seus cavaleiros, de lanças erguidas e com um grito de guerra, dispersou os bizantinos e os perseguiu quando fugiam. Um grande número de bizantinos foi morto, pois a cavalaria fugiu deixando a infantaria para ser massacrada e presa.

## Reconciliando os relatos
Historiadores posteriores tentaram lidar com as discrepâncias aparentes entre as duas fontes. Em sua maioria, assumem que houve duas tentativas separadas de expulsar Henrique de Flandres de Adramício, a primeira por Láscaris, que falhou, e a segunda por Mangafas, pouco tempo depois no início de 1205.